# Brisée par ton amour...
 (avril 2024).
Si vous disposez d'ouvrages ou d'articles de référence ou si vous connaissez des sites web de qualité traitant du thème abordé ici, merci de compléter l'article en donnant les références utiles à sa vérifiabilité et en les liant à la section « Notes et références ».
Brisée par ton amour... (君に愛されて痛かった, Kimi ni aisarete itakatta, litt. « Être aimée de toi fait mal ») est une série de manga scénarisée et dessinée par Shiruka Bakaudon (ja).
Les sept premiers chapitres ont été prépubliés dans la revue Manga Action à partir du 6 juin 2017, avant que la série ne soit interrompue. La prépublication a été reprise en avril 2018 par Shinchōsha sur leur site de lecture en ligne Manga Kingdom (ja), et cinq tomes sont sortis en décembre 2021. Une nouvelle édition est publiée à partir d'avril 2023, et sept tomes sont sortis en juin 2023.
La version française est publiée par Meian depuis le 29 octobre 2020. La nouvelle édition est publiée à partir de mars 2024.

## Histoire

### Personnages
- Si vous ne connaissez pas le sujet, laissez ce bandeau (vous pouvez alors contacter les auteurs).
- Si vous supprimez le contenu mis en cause (vous pouvez préalablement contacter les auteurs),

argumentez précisément cette suppression dans la page de discussion
(un manque de référence n'est pas un argument ; une recherche réelle de référence doit avoir été effectuée, être formellement documentée).
Kanae Kanai (かない かなえ)
La protagoniste de cette histoire. Il s'agit d'une lycéenne introvertie et mal dans sa peau. Des années de harcèlement scolaire l'ont rendue instable, anxieuse et mal à l'aise en société. Elle essaie cependant de s'intégrer tant bien que mal dans sa classe mais, soucieuse de ce que les autres pensent d'elle, elle calcule chacune de ses paroles et chacun de ses gestes, ce qui la rend au contraire étrange et maladroite aux yeux des autres.  Sa situation familiale est également désastreuse. Elle vit avec une mère alcoolique et un jeune frère qui la méprise, dans une cité HLM mal fréquentée. Hors du lycée, elle assouvit son désir de reconnaissance dans les bras d'hommes plus âgés, en échange d'un peu d'argent. Elle est amoureuse de Hiroshi. Mais cet amour va peu à peu se transformer en obsession.
Hiroshi Nomura (マルカワ ヒロキ)
Un lycéen qui fréquente un autre établissement que celui de Kanae. Il fait partie d'un excellent club de baseball qui s'entraîne pour les championnats et dans lequel il est lanceur. C'est un garçon doux et gentil qui a de nombreux amis. Il va se montrer amical et attentionné avec Kanae, et celle-ci va tomber amoureuse de lui.
Narumi (なるみし)
Une petite frappe qui vit dans la même cité HLM que Kanae. Il est également son ami et confident. Il est amoureux d'elle mais n'ose pas le lui avouer. Son père a quitté sa famille, et sa mère, dépressive, ne s'occupe plus du foyer ni de son fils.
Ichika Ichikawa (いちかわ いちか)
Une lycéenne et camarade de classe de Kanae vivant dans une famille aisée et unie. Bien qu'enjouée, elle a un tempérament égoïste, arrogant, et peut parfois se montrer méprisante et cruelle envers ceux qui la contrarient. C'est une grande romantique, et elle a une vision plutôt naïve et idéalisée de l'amour. Elle est amoureuse de Hiroshi et, jalouse de l'attention qu'il porte à Kanae, elle initiera les brimades dont cette dernière sera victime à l'école. Elle semble très proche de ses amies, mais ces dernières n'hésiteront pas à se retourner contre elle.
Tomiko Tomita (とみた とみこ)
Une amie et camarade de classe d'Ichika. Un peu garçon-manqué, cette fille en surpoids comble ses frustrations dans la nourriture. Elle est d'une nature directe et a un caractère affirmé. Menée par Ichika, elle participe aux brimades envers Kanae.
Riko (りこ)
Une amie et camarade de classe d'Ichika. Il s'agit également de l'amie d'enfance de Tomiko. Elle est d'une nature hypocrite et malicieuse. Elle n'hésite pas à se retourner contre ses amis lorsque ces dernières perdent en popularité ou que leur amitié ne lui apporte plus rien. Menée par Ichika, elle participe aux brimades envers Kanae.
Runa (るな)
Une amie et camarade de classe d'Ichika. Elle participe aux brimades envers Kanae.

## Liste des volumes

### Première édition
| no | Japonais        | Japonais          | Français         | Français          |
| no | Date de sortie  | ISBN              | Date de sortie   | ISBN              |
| --- | --------------- | ----------------- | ---------------- | ----------------- |
| 1 | 9 juin 2018     | 978-4-10-772083-2 | 29 octobre 2020  | 978-2-3687-7956-9 |
| Liste des chapitres : - Chapitre 1 : Ma place (居場所, Ibasho) - Chapitre 2 : Normal (普通, Futsū) - Chapitre 3 : Souhait (願い, Negai) - Chapitre 4 : Voix (声, Koe) - Chapitre 5 : Amies (友達, Tomodachi) - Chapitre 6 : Ça va (大丈夫, Daijōbu) - Chapitre 7 : Colère (怒り, Ikari) - Chapitre 8 : Vierge (乙女, Otome)                                                                                |                 |                   |                  |                   |
| 2 | 9 octobre 2018  | 978-4-10-772121-1 | 17 décembre 2020 | 978-2-3687-7957-6 |
| Liste des chapitres : - Chapitre 9 : Vengeance (復讐, Fukushū) - Chapitre 10 : Amitié (友情, Yūjō) - Chapitre 11 : Valeur (価値, Kachi) - Chapitre 12 : Baiser (接吻, Seppun) - Chapitre 13 : Amour (恋, Koi) - Chapitre 14 : Grincements (軋み, Kishimi) - Chapitre bonus : Décharge (掃き溜, Haki tamari)                                                                                                |                 |                   |                  |                   |
| 3 | 8 juin 2019     | 978-4-10-772192-1 | 24 février 2021  | 978-2-3687-7958-3 |
| Liste des chapitres : - Chapitre 15 : Retour au lycée (登校, Tōkō) - Chapitre 16 : Le groupe (グループ, Gurūpu) - Chapitre 17 : Calories (カロリー, Karorī) - Chapitre 18 : HLM (団地, Danchi) - Chapitre 19 : Battements (鼓動, Kodō) - Chapitre 20 : Le fil (糸, Ito) - Chapitre 21 : Baseball (野球, Yakyū)                                                                                             |                 |                   |                  |                   |
| 4 | 9 novembre 2019 | 978-4-10-772230-0 | 24 juin 2021     | 978-2-3687-7959-0 |
| Liste des chapitres : - Chapitre 22 : Spécial (特別, Tokubetsu) - Chapitre 23 : Attentes (期待, Kitai) - Chapitre 24 : Distinction (区別, Kubetsu) - Chapitre 25 : Une fille (女, On'na) - Chapitre 26 : Arrière-pensées (打算, Dasan) - Chapitre 27 : Rassurée (安心, Anshin) - Chapitre 28 : Illusion (幻想, Gensō) - Chapitre 29 : Jugement (評価, Hyōka) - Chapitre 30 : Fourmillements (蠢動, Shundō) |                 |                   |                  |                   |

### Œuvres
Édition japonaise
Brisée par ton amour...
1. 1 2  (ja) « 君に愛されて痛かった（１） », sur Shinchōsha (consulté le 29 juillet 2021)
2. 1 2  (ja) « 君に愛されて痛かった（２） », sur Shinchōsha (consulté le 29 juillet 2021)
3. 1 2  (ja) « 君に愛されて痛かった（３） », sur Shinchōsha (consulté le 29 juillet 2021)
4. 1 2  (ja) « 君に愛されて痛かった（４） », sur Shinchōsha (consulté le 29 juillet 2021)

Édition française
Brisée par ton amour...
1. 1 2  « Brisée par ton amour... Tome 1 », sur Meian (consulté le 29 juillet 2021)
2. 1 2  « Brisée par ton amour... Tome 2 », sur Meian (consulté le 29 juillet 2021)
3. 1 2  « Brisée par ton amour... Tome 3 », sur Meian (consulté le 29 juillet 2021)
4. 1 2  « Brisée par ton amour... Tome 4 », sur Meian (consulté le 29 juillet 2021)